# Ghiacciaio Haas
Il Ghiacciaio Haas (in lingua inglese: Haas Glacier) è un ghiacciaio tributario antartico caratterizzato da pareti molto ripide, che fluisce in direzione nord dal Rawson Plateau per andare a confluire nel versante sud del Ghiacciaio Bowman, nei Monti della Regina Maud, in Antartide. 
Il ghiacciaio fu mappato dall'United States Geological Survey sulla base di rilevazioni e foto aeree scattate dalla U.S. Navy nel periodo 1960-64.
La denominazione è stata assegnata nel 1967 dall'Advisory Committee on Antarctic Names (US-ACAN) in onore di Charles G. Haas, meteorologo presso la Base Amundsen-Scott durante la sessione invernale del 1960.